# Marató de TV3 contra les malalties mentals greus
La Marató de TV3 del 2008 es va dedicar a la lluita contra les malalties mentals greus i la van presentar Raquel Sans i Lídia Heredia.

## Espot i falca
L'anunci televisiu de la dissetena edició de la Marató de TV3, una producció de sis minuts, recull la història d'un granger (Lluís Soler) i el seu fill que salven un nen a punt de morir. El pare del nen (Abel Folk), un home ric, ofereix al fill del granger la possibilitat d'estudiar; el noi s'acabarà graduant en medicina. Les dues famílies perden el contacte fins que el fill ric, Winston Churchill, ja primer ministre, va tenir un problema de salut i es va salvar gràcies a un medicament nou, l'únic que el podia curar. Era la penicil·lina, un medicament descobert per Alexander Fleming, el fill del granger.
L'anunci acabava amb el lema «Sempre reps molt més del que dónes».

## La Marató
Va començar a les deu del matí, dues hores abans que l'edició anterior, quan Raquel Sans i Lídia Heredia van presentar la Marató del 2008. A les 10:14 els actors de l'espot van iniciar el marcador, on es representava el nombre d'euros recaptats, i que com ja va passar l'any 2007 s'anava actualitzant constantment.

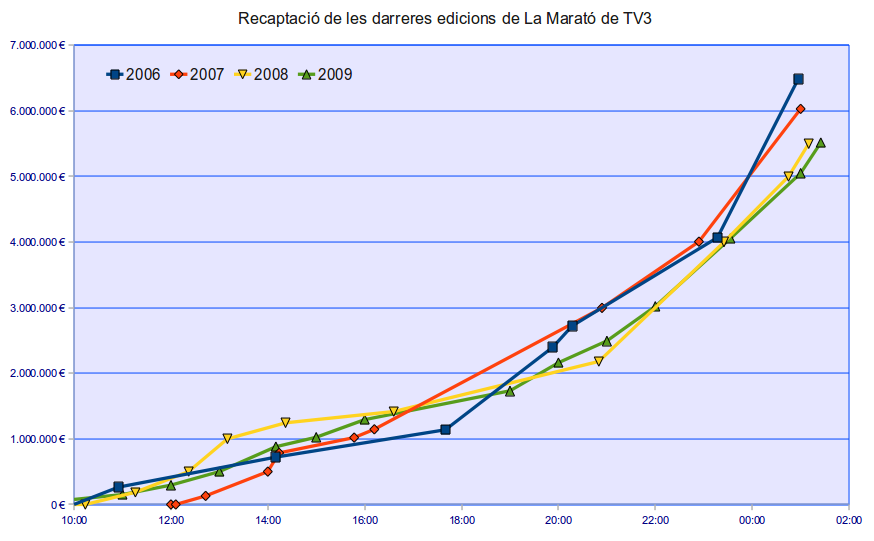
Gràfic comparatiu de la recaptació durant el dia de les tres darreres edicions de La Marató.

| Núm | Hora        | Recaptació        | Notes                                                                |
| --- | ----------- | ----------------- | -------------------------------------------------------------------- |
| 1   | 10:00       | 0 euros           | Comença la Marató                                                    |
| 2   | 10:14       | 0 euros           | S'inicia el marcador                                                 |
| 3   | 11:16       | 186.180 euros     | Primera actualització                                                |
| 4   | 12:22       | 502.744 euros     | Se supera el mig milió d'euros                                       |
| 5   | 13:10       | 1.000.000 d'euros | S'arriba al milió d'euros                                            |
| 6   | 14:22       | 1.244.559 euros   | Es fa la pausa per donar pas al Telenotícies                         |
| 6   | 16:36       | 1.416.767 euros   |                                                                      |
| 7   | 20:50       | 2.180.278 euros   |                                                                      |
| 8   | 23:25       | 4.000.000 euros   | Se superen els quatre milions d'euros                                |
| 9   | 00:45       | 5.000.000 euros   | Se superen els cinc milions d'euros                                  |
| 10  | 01:10       | 5.500.000 euros   | Final de La Marató                                                   |
| 11  | 15:41       | 5.837.095 euros   | Mig dia després de la seva finalització                              |
| 12  | 31 de gener | 6.972.341 euros   | Tancada la recepció de donatius a través d'Internet i del Servicaixa |

## Audiències
Durant les quasi 15 hores que va durar la Marató hi va haver una audiència mitjana de 354.000 espectadors a Catalunya (49.000 menys que l'edició de l'any passat), el que representa un 17,2% del share (un 1,1% menys que l'edició anterior).

## El disc de La Marató 2008
El dia 7 de desembre amb els diaris El Punt, Segre, Diari de Girona, Regió 7, El Periódico, Diari de Tarragona, La Mañana, La Vanguardia, Mundo Deportivo i Sport es va poder comprar per 9 euros el quart disc de La Marató. Totes les cançons parlen de conceptes relacionats amb les malalties mentals, com la capacitat d'autosuperació.
En el disc, de 62 minuts, hi han col·laborat 278 persones de manera desinteressada i s'hi ha treballat durant vuit mesos. Format per disset composicions, dotze de les quals gravades especialment per a La Marató, hi intervenen grups com La Carrau, Tomeu Penya, Josep Thió, Abús, Sidonie, Pastora o Estopa, a més de cantants estrangers instal·lats a Catalunya, com Abdeljalil Kodsi i Arianna Puello, i de Manolo Escobar o Lolita cantant en català. Se'n van editar 150.000 còpies i se'n van vendre 140.000.
| Cançó                          | Intèrpret                         | Obervacions                                                                         |
| ------------------------------ | --------------------------------- | ----------------------------------------------------------------------------------- |
| 1. Digue’m que hi ets          | Josep Thió i Shuarma              | Adaptació de la cançó Show Me the Way de Peter Frampton                             |
| 2. Em vindràs a buscar         | Pastora                           | Traducció de la cançó Wonderful Life de Black                                       |
| 3. Un nou matí                 | Manu Guix                         | Adaptació de Morning Has Broken de Cat Stevens                                      |
| 4. El llimoner                 | La Carrau                         | Adaptació de la cançó Lemon Tree de Fool's Garden                                   |
| 5. El meu carrer               | Lolita                            | Versió de la cançó de Joan Manuel Serrat                                            |
| 6. L'home que va vendre el món | Abús                              | Adaptació de The Man Who Sold the World de David Bowie                              |
| 7. Has vist la pluja           | Ivette Nadal                      | Adaptació de Have You Ever Seen the Rain? de Creedence Clearwater Revival al català |
| 8. Corazón partío              | Duquende                          |                                                                                     |
| 9. El quarto dels trastos      | Estopa                            | Adaptació de la cançó d'Albert Pla                                                  |
| 10. No estàs sol               | Chenoa                            | Adaptació de la cançó You Are Not Alone de Michael Jackson                          |
| 11. Somriu                     | Sidonie / Love of Lesbian         | Adaptació de Smile, de la pel·lícula Modern Times                                   |
| 12. Només amb força            | Arianna Puello i Flavio Rodríguez |                                                                                     |
| 13. Resistiré                  | Manolo Escobar                    | Adaptació de la cançó del Dúo Dinámico                                              |
| 14. Farà un dia clar           | Tomeu Penya                       | Adaptació de la cançó I Can See Clearly Now de Johnny Nash                          |
| 15. Mirant el cel              | Abdeljalil Kodssi                 | Adaptació d'All by Myself, d'Eric Carmen                                            |

Durant la Marató molts artistes van interpretar el tema que havien fet del disc.
El disc va vendre 145.000 còpies tan sols el 7 de desembre. Actualment es pot comprar a través de la botiga en línia de TV3. Per aquest disc i les actuacions en directe durant el programa, la Marató va haver de pagar 45.000 euros pels drets d'autor a la SGAE.

## El llibre de La Marató
Una de les novetats de l'edició de l'any 2008 va ser l'edició d'un llibre, amb la col·laboració de Columna Edicions, que recollia vuit relats de ficció que tenen com a fil conductor les malalties mentals greus. Es podia comprar al preu de nou euros i se'n van vendre 9.500 exemplars.
| Títol                                                                            | Autor            |
| -------------------------------------------------------------------------------- | ---------------- |
| 1. «Introducció»                                                                 | Walter Riso      |
| 2. «L'home que nedava»                                                           | Najat El Hachmi  |
| 3. «El Mengüi»                                                                   | Piti Español     |
| 4. «La cara del pànic»                                                           | Martí Gironell   |
| 5. «Barcelona, 1964»                                                             | Gemma Lienas     |
| 6. «Un pou»                                                                      | Carme Riera      |
| 7. «6.40 pm»                                                                     | Maria Mercè Roca |
| 8. «Com un cel d'estiu»                                                          | Sílvia Soler     |
| 9. «Com escriure sobre la pròpia malaltia mental sense plorar com una magdalena» | Matthew Tree     |

## Activitats populars
Es van fer més de mil activitats populars arreu de Catalunya.